# Amphiprion polymnus
Amphiprion polymnus är en fiskart som först beskrevs av Carl von Linné 1758.  Amphiprion polymnus ingår i släktet Amphiprion och familjen Pomacentridae. Inga underarter finns listade i Catalogue of Life.

## Bildgalleri

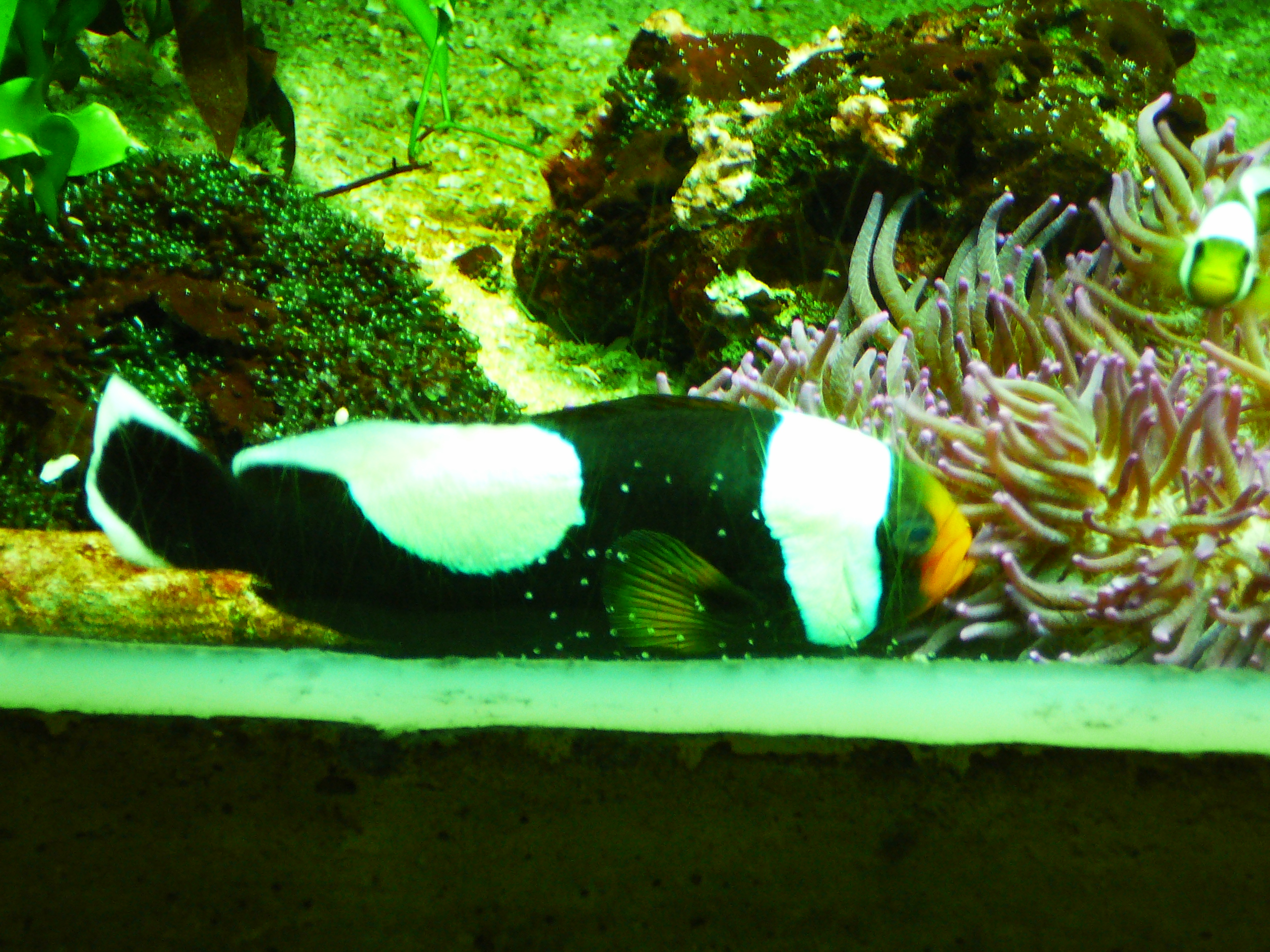
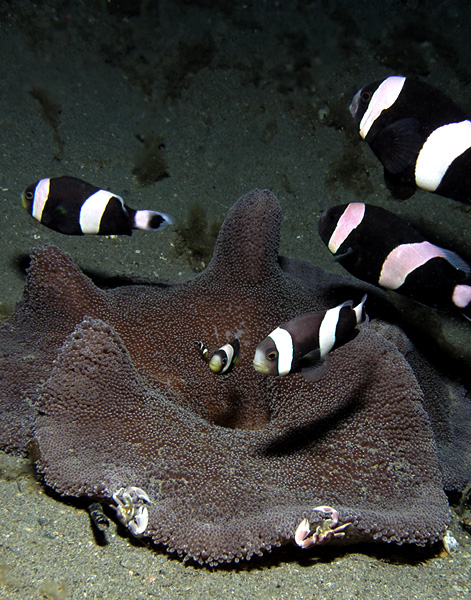